# I din fars lomme
I din fars lomme er en dansk film fra 1973, skrevet og instrueret af Anker Sørensen og Lise Roos.

## Medvirkende
- Stine Sylvestersen
- Avi Sagild
- Preben Kaas
- Lone Lindorff
- Asbjørn Andersen
- Inger Stender
- Claus Nissen